# Joseph Bonnel
Joseph Bonnel (* 4. Januar 1939 in Florensac, Département Hérault; † 13. Februar 2018) war ein französischer Fußballspieler und -trainer.

## Vereinskarriere
Der Südfranzose gab sein Profidebüt als 18-Jähriger im August 1957 in der Elf des Zweitdivisionärs SO Montpellier. In seinen beiden Spielzeiten dort entwickelte sich der „Ballschlepper zwischen Abwehr und Angriff“ zu einem sehr wertvollen Mannschaftsspieler, der „seine Karriere damit verbrachte, andere glänzen zu lassen“, vielseitig einsetzbar und zuverlässig, dabei auch torgefährlich und ein technisch starker Dribbler. Wo er spielte, wurde er wahlweise als Außenläufer oder Halbstürmer eingesetzt. 1959 holte ihn die US Valenciennes in den Norden Frankreichs, wo er acht Jahre lang blieb; insbesondere nach dem Ab- und sofortigen Wiederaufstieg (1962) in die Division 1 war er an der Seite von Serge Masnaghetti und Jean-Claude Piumi der Motor einer Mannschaft, die sich stets im oberen Tabellendrittel platzierte und 1965 bzw. 1966 als Dritter sogar Chancen auf den Meistertitel hatte. Zudem kam Bonnel mit Valenciennes 1964 bis in das Pokal-Halbfinale, in dem sie dem anschließenden Wettbewerbssieger Olympique Lyon 0:2 unterlagen. Schon zwei Jahre zuvor war er auch zum Nationalspieler geworden (siehe unten).
Titel gewann Joseph Bonnel, der mannschaftsintern „Zizou“ genannt wurde, erst nach seinem 1967 erfolgten Wechsel zu Olympique Marseille, den ersten 1969 im französischen Pokalwettbewerb (Coupe de France) nach einem 2:0-Endspielsieg über Girondins Bordeaux. In dieser Saison hatte er in jeder Runde außer dem Finale mindestens einen Treffer erzielt, darunter mehrere entscheidende und insgesamt sieben. 1971 wurde Olympique nach 23 Jahren wieder einmal französischer Meister (mit 12 Punktspieltoren Bonnels) und verteidigte diesen Titel ein Jahr darauf nicht nur, sondern wertete ihn durch den gleichzeitigen Sieg im Landespokal – nach einem Endspiel-2:1 gegen SEC Bastia – noch auf, weil damit zudem der Gewinn des Doublés verbunden war.
Auch wenn die Mannschaft insbesondere unter Trainer Mario Zatelli personell kontinuierlich verstärkt worden war (unter anderem trugen Carnus, Djorkaeff, Bosquier, Artelesa, Yegba Maya, Skoblar, Novi, Magnusson, Gress, Couécou und Loubet das weiße Trikot der besonders offensiv enorm starken Elf), war Bonnels Anteil an diesem Aufstieg ganz erheblich, galt er doch schnell als „die Lunge“ des Marseiller Spiels.
Er stand auch bei 13 der 14 Europapokalspiele, die Olympique in Bonnels sechs Jahren bestritt, auf dem Rasen. Zwei von diesen zählen zu den frühen Höhepunkten Olympiques: das 2:0 gegen Dukla Prag im Pokalsiegerwettbewerb 1969/70, als seine Elf sich durch Loubets Treffer in der Verlängerung noch für das Achtelfinale qualifizieren konnte, und das in Lyon ausgetragene „Heimspiel“ gegen Juventus Turin im Europapokal der Landesmeister 1972/73. Gegen die Italiener überwand Joseph Bonnel als einziger Torhüter Dino Zoff, wobei der 1:0-Sieg jedoch für ein Weiterkommen nicht ausreichte.
Im Sommer 1973 entschied sich Bonnel dafür, seine Spielerkarriere zu beenden, obwohl der 34-Jährige noch vollkommen fit war. Ab dem dritten Spieltag der Saison 1973/74, nachdem Mario Zatelli kurzfristig entlassen worden war, bekleidete er bei Olympique Marseille den Cheftrainerposten, den er allerdings nach 14 Erstliga- und 4 UEFA-Pokal-Spielen bereits im November wieder räumen musste. Sein Nachfolger wurde Chiles Ex-Nationalcoach Fernando Riera, der seinerseits noch vor Saisonende gefeuert wurde. Anlass für Bonnels Entlassung war das UEFA-Cup-Debakel gegen den 1. FC Köln, dem Olympique nach einem 2:0-Heimsieg im Rückspiel mit einem deftigen 0:6 unterlag.
Er kehrte daraufhin als Spielertrainer zum Zweitdivisionär AS Béziers in seine Herkunftsregion zurück; mit dieser Elf traf er im Februar 1974 in der Runde der letzten 64 Mannschaften der Coupe de France auf Olympique Marseille. Der 1:0-Sieg nach Verlängerung war der größte Erfolg Bonnels bei dem bescheidenen Klub, der in den folgenden Jahren stets nur einen Mittelfeldrang in der Südgruppe der zweigeteilten Division 2 erreichte. 1978 endete Bonnels Engagement im Languedoc, der sich anschließend in der Provence niederließ.

### Stationen
- Florensac
- Stade Olympique Montpelliérain (1957–1959, in D2)
- Union Sportive Valenciennes-Anzin (1959–1967, davon 1961/62 in D2)
- Olympique de Marseille (1967–1973; August bis November 1973 als Cheftrainer)
- Association Sportive Biterroise (Dezember 1973–1978, als Spielertrainer in D2)
- Aubagne Football Club (1978–1983, als Spielertrainer im Amateurbereich)

## In der Nationalmannschaft
Zwischen Oktober 1962 und März 1969 hat Joseph Bonnel 25 A-Länderspiele für Frankreich bestritten und dabei auch einen Treffer erzielt. Er debütierte unter Sélectionneur Verriest und Trainer Guérin beim 1:1 in Sheffield gegen England und gehörte bis Sommer 1967 zur Stammformation. Bei seinem fünften Auftritt für die Bleus hieß der Gegner erneut England, und der 5:2-Erfolg in einem Qualifikationsspiel zur Europameisterschaft 1964 (Februar 1963) zählt bis heute zu den legendären französischen Partien. L’Équipe schrieb über Bonnels Anteil daran: „Bonnel verrichtete wie gewohnt eine Unmenge an Arbeit und leistete Enormes“.
Er stand auch im französischen Aufgebot bei der Weltmeisterschaft 1966 und bestritt in England alle drei Begegnungen der Équipe tricolore, darunter ein Vorrundenspiel gegen den Gastgeber, der diesmal mit 2:0 die Oberhand behielt. Sein letztes Match nach einer über 20-monatigen Länderspielpause hatte erneut England zum Gegner; nach der 0:5-Schlappe in Wembley berief ihn der neue Trainer Georges Boulogne, der sich einen besseren Anfang seiner Karriere gewünscht hätte, nie wieder, obwohl Bonnel in der Folgezeit im Verein seine erfolgreichsten Saisons spielte.
Auch gegen Nationalmannschaften aus dem deutschsprachigen Raum hat er gespielt: 1962 gegen Westdeutschland (2:2 in Stuttgart), 1965 gegen Österreich (1:2 in Paris) und Luxemburg (4:1). Gegen Luxemburg trug er 1966 beim 3:0-Sieg erneut das blaue Trikot. Außerdem hatte er einen denkwürdigen Auftritt gegen Brasilien (2:3 im April 1963), als er Pelé über weite Strecken der Partie in Schach halten und trotzdem nicht verhindern konnte, dass dieser Frankreich mit drei Treffern nahezu alleine besiegte.

## Palmarès als Spieler
- Französischer Meister: 1971, 1972 (und Vizemeister 1970)
- Französischer Pokalsieger: 1969, 1972
- 25 A-Länderspiele (1 Treffer) für Frankreich, davon 24/1 in seiner Zeit bei Valenciennes, 1/0 bei Marseille; WM-Teilnehmer 1966
- 403 Spiele und 83 Tore in der Division 1, davon 209/40 für Valenciennes, 194/43 für Marseille[19]
- 13 Spiele (ein Treffer) in den Europapokalwettbewerben, sämtlich mit Marseille[20]

## Leben nach dem Fußball
1978 kehrte Joseph Bonnel in den Großraum Marseille zurück, wo er als Leiter des Sportreferats in der Stadtverwaltung von Aubagne arbeitete. Daneben trainierte er den örtlichen Fußballklub, für den er bis 1983 – als 44-Jähriger – im Amateurbereich auch selbst noch auf dem Spielfeld stand. Die hauptberufliche Stellung musste er 1998 aus gesundheitlichen Gründen aufgeben. Anschließend zog er – „ohne ein graues Haar und ein überflüssiges Kilogramm“ – zurück in seinen Geburtsort Florensac. In der Nacht vom 12. auf den 13. Februar 2018 starb er nach langer, schwerer Krankheit.